# Campeonato Sul-Americano de Futebol Sub-20
O Campeonato Sul-Americano Sub-20 é um torneio de futebol organizado pela Confederação Sul-Americana de Futebol (CONMEBOL) para seleções nacionais com jogadores até 20 anos de idade.

## História
A primeira edição ocorreu na Venezuela em 1954. A partir da edição de 1977, também na Venezuela, o torneio passou a classificar as melhores seleções para o Campeonato Mundial Sub-20 da FIFA, criado naquele ano. Inicialmente para jogadores com até 19 anos, o limite foi mantido até o décimo terceiro campeonato, disputado na Colômbia em 1987. A partir da décima quarta edição, no ano seguinte, quando o torneio aconteceu na Argentina pela primeira vez, o limite de idade foi elevado a 20. Esta mudança foi feita para adequar-se ao limite de idade do campeonato mundial. O atual campeão é o Brasil, em 2023. Até agora, dos dez países que compõem a CONMEBOL, somente o Brasil nunca sediou a competição.

## Formato
Todas as partidas acontecem no país sede, e todas as dez seleções nacionais sub-20 da CONMEBOL competem em todas as edições (se nenhuma das associações se retirar). Elas são separadas em dois grupos de cinco, e cada equipe joga quatro partidas numa fase todos-contra-todos. As três melhores equipes avançam a um grupo final de seis, no qual cada equipe joga cinco partidas. Os resultados nesta última fase todos-contra-todos determinam o campeão e os classificados para o próximo Campeonato Mundial Sub-20. Diferente da maioria dos torneios internacionais, no Campeonato Sul-Americano Sub-20 não há partida final ou partida de terceiro lugar ou fases de eliminação direta.

## Desempenho por país
| Equipe    | Campeão                                                                            | Vice-campeão                                        | Terceiro lugar                                    |
| --------- | ---------------------------------------------------------------------------------- | --------------------------------------------------- | ------------------------------------------------- |
| Brasil    | 13 (1974, 1983, 1985, 1988, 1991, 1992, 1995, 2001, 2007, 2009, 2011, 2023 e 2025) | 7 (1954, 1977, 1981, 1987, 1997, 2003, 2005)        | 3 (1958, 1967, 1999)                              |
| Uruguai   | 8 (1954, 1958, 1964, 1975, 1977, 1979, 1981, 2017)                                 | 7 (1971, 1974, 1983, 1992, 1999, 2011, 2023)        | 6 (1991, 2007, 2009, 2013, 2015, 2019)            |
| Argentina | 5 (1967, 1997, 1999, 2003, 2015)                                                   | 8 (1958, 1979, 1991, 1995, 2001, 2007, 2019 e 2025) | 8 (1971, 1975, 1981,1983, 1987, 1988, 2005, 2011) |
| Colômbia  | 3 (1987, 2005, 2013)                                                               | 2 (1988, 2015)                                      | 5 (1964, 1985, 1992, 2023, 2025)                  |
| Paraguai  | 1 (1971)                                                                           | 5 (1964, 1967, 1985, 2009, 2013)                    | 6 (1974, 1977, 1979, 1997, 2001, 2003)            |
| Equador   | 1 (2019)                                                                           | 1 (2017)                                            |                                                   |
| Chile     |                                                                                    | 1 (1975)                                            | 1 (1995)                                          |
| Peru      |                                                                                    |                                                     | 2 (1967, 1971)                                    |
| Venezuela |                                                                                    |                                                     | 2 (1954, 2017)                                    |